# Капус, Франц
Франц Капус (нем. Franz Kapus, 12 апреля 1909, Цюрих — 4 марта 1981, там же) — швейцарский бобслеист, пилот, выступавший за сборную Швейцарии в конце 1940-х — середине 1950-х годов. Участник трёх зимних Олимпийских игр, чемпион Игр в Кортина-д’Ампеццо, чемпион мира.

## Биография
Франц Капус родился 12 апреля 1909 года в Цюрихе. С ранних лет увлёкся спортом, занимался гимнастикой, плаванием, швингеном, принимал участие в турнирах по любительскому боксу. Бобслеем заинтересовался сравнительно поздно, но именно этот вид спорта принёс ему мировую известность. Сразу после отбора в национальную команду Швейцарии стал показывать неплохие результаты, благодаря чему удостоился права защищать честь страны на Олимпийских играх 1948 года в Санкт-Морице, при этом дебют получился не очень успешным — всего лишь восьмое место в четвёрках. 
На чемпионате мира 1950 года в итальянском Кортина-д’Ампеццо Капус взял бронзу в программе четырёхместных экипажей, годом спустя повторил это достижение на соревнованиях в Альп-д'Юэз. В 1952 году ездил бороться за медали на Олимпиаду в Осло, но вновь остался без призовых мест, приехав в четвёрке четвёртым. Весьма успешным для швейцарца оказалось мировое первенство 1955 года в Санкт-Морице, когда он завоевал золото в четвёрке и бронзу в двойке. На Олимпийских играх 1956 года в Кортина-д’Ампеццо тоже соревновался сразу в двух дисциплинах, с двухместным экипажем финишировал седьмым, зато в составе четвёрки, куда вошли также разгоняющие Готфрид Динер, Робер Аль и Генрих Ангст, добрался до первого места, обогнав всех соперников и получив в итоге золотую олимпийскую медаль.
На тот момент ему было уже 46 лет, поэтому вскоре после этих соревнований Франц Капус принял решение завершить карьеру профессионального спортсмена, уступив место молодым швейцарским пилотам. Будучи по профессии механиком, он привнёс в бобслей многие нововведения, связанные с конструированием бобов. Например, он первым среди всех спортсменов разработал такие сани, в которых пилот не просто сидит и управляет, но ещё и разгоняет их вместе с партнёрами. В 1970-е годы Капус сотрудничал с Японским бобслейным союзом, помогая им проектировать трассу к Олимпийским играм в Саппоро. 
Умер 4 марта 1981 года в Цюрихе.